# Анијер ле Дижон
Анијер ле Дижон (фр. Asnières-lès-Dijon) насеље је и општина у источном делу централне Француске у региону Бургундија-Франш-Конте, у департману Златна обала која припада префектури Дижон.
По подацима из 2011. године у општини је живело 1192 становника, а густина насељености је износила 261,98 становника/km². Општина се простире на површини од 4,55 km². Налази се на средњој надморској висини од 331 метар (максималној 352 m, а минималној 274 m).

## Демографија
| 1962. | 1968. | 1975. | 1982. | 1990. | 1999. | 2011. |
| ----- | ----- | ----- | ----- | ----- | ----- | ----- |
| 157   | 376   | 750   | 753   | 829   | 798   | 1.192 |

График промене броја становника у току последњих година